# Loricariichthys stuebelii
Loricariichthys stuebelii es una especie de peces de la familia Loricariidae en el orden de los Siluriformes.

## Morfología
Los machos pueden llegar alcanzar los 19 cm de longitud total.
Loricariichthys chanjoo (Fowler, 1940) y Loricariichthys ucayalensis Regan, 1913 son sinónimos juniors de esta especie.

## Distribución geográfica
Se encuentran en Sudamérica: cuenca del río Huallaga.